# Самарин, Дмитрий Фёдорович
Дмитрий Фёдорович Самарин (1831—1901) — русский общественный деятель и писатель, младший брат Юрия Самарина, долгое время влиятельный гласный московского земства, сотрудник изданий Ивана Аксакова и «Московских ведомостей», в которых выступал представителем дворянско-помещичьих интересов; издатель сочинений своего брата, к которым составил ряд довольно обширных предисловий.

## Биография
Родился 12 (24) ноября 1831 года в богатой и родовитой дворянской семье — сын полковника Фёдора Васильевича Самарина. Его родными братьями были общественные деятели Николай и Юрий Самарины; сестра — Мария Соллогуб.
Окончил историко-филологический факультет Московского университета. С 1852 года служил в Уфе столоначальником по хозяйственной части. Затем был чиновником по особым поручениям при Калужском гражданском губернаторе. После смерти отца в 1853 году, получил в наследство (совместно со старшим братом Юрием) имение Васильевское, где продолжал занятия, начатые отцом, по селекции овец, которых приобретал в Силезии и Саксонии. Кроме этого, применяя новую агротехнику, он получал высокий урожай пшеницы — за пшеницу Египетку, посланную Самариным на Парижскую выставку, ему была присуждена золотая медаль.
В конце 1850-х годов выступил со своими статьями в защиту славянофильства и дворянских интересов в «Московских ведомостях», «Парусе» и «Молве», а позднее продолжал сотрудничать в «Дне», «Современных известиях», «Руси», «Москве», «Современной летописи» и других изданиях консервативного и славянофильского направления.
Принимал участие в подготовке и проведении реформы 1861 года, был мировым посредником 3-го участка Самарского уезда Самарской губернии.
Многие годы был гласным Московского губернского земского собрания, членом Московской городской думы; в конце 1870-годов особое внимание уделял организации городских начальных школ.
Отдельно издал брошюру «Поборник вселенской правды» (СПб., 1890), в которой старался доказать, что В. С. Соловьёв в «Очерках из истории русского сознания» («Вестник Европы», 1889 г.) неверно изложил учение славянофилов.
Умер 2 (15) декабря 1901 года. Похоронен в Даниловом монастыре.

## Семья
С 14 апреля 1857 года был женат на дочери генерал-майора П. Н. Ермолова Варваре Петровне (1832—1906), которая родила семерых детей. Их сыновья:
- Федор Дмитриевич (1858—1916), один из выдающихся деятелей Московского губернского земства, составитель замечательного доклада о начальном обучении, направленного в защиту земской школы.
- Александр Дмитриевич (1868—1932), был московским губернским предводителем дворянства, обер-прокурором Святейшего Синода и членом Государственного совета.
- Юрий Дмитриевич (05.07.1875—25.12.1903)[1].